# Arzenc-de-Randon
Pour les articles homonymes, voir Arzenc.
Arzenc-de-Randon est une commune française, située dans le nord du département de la Lozère en région Occitanie.
Exposée à un climat de montagne, elle est drainée par la Colagne, le Chapeauroux, la Boutaresse, le Malrieu et par divers autres petits cours d'eau. La commune possède un patrimoine naturel remarquable : un site Natura 2000 (le « plateau de Charpal ») et sept zones naturelles d'intérêt écologique, faunistique et floristique.
Arzenc-de-Randon est une commune rurale qui compte 189 habitants en 2022, après avoir connu un pic de population de 917 habitants en 1901.  Ses habitants sont appelés les Arzencois ou  Arzencoises.

## Géographie

### Communes limitrophes
Les communes limitrophes sont  Châteauneuf-de-Randon, Laubert, Le Born, Monts-de-Randon, Pelouse, Saint-Jean-la-Fouillouse et Saint-Sauveur-de-Ginestoux.
|                 | Saint-Sauveur-de-Ginestoux | Saint-Jean-la-Fouillouse |
| Monts-de-Randon | Arzenc-de-Randon           | Châteauneuf-de-Randon    |
| Le Born         | Pelouse                    | Laubert                  |

### Climat
Pour des articles plus généraux, voir Climat de l'Occitanie et Climat de la Lozère.
En 2010, le climat de la commune est de type climat de montagne, selon une étude s'appuyant sur une série de données couvrant la période 1971-2000. En 2020, Météo-France publie une typologie des climats de la France métropolitaine dans laquelle la commune est exposée à un climat de montagne ou de marges de montagne et est dans la région climatique Sud-est du Massif Central, caractérisée par une pluviométrie annuelle de 1 000 à 1 500 mm, minimale en été, maximale en automne.
Pour la période 1971-2000, la température annuelle moyenne est de 6,8 °C, avec une amplitude thermique annuelle de 15,5 °C. Le cumul annuel moyen de précipitations est de 1 006 mm, avec 10 jours de précipitations en janvier et 6,4 jours en juillet. Pour la période 1991-2020, la température moyenne annuelle observée sur la station météorologique la plus proche, située sur la commune de Châteauneuf-de-Randon à 4 km à vol d'oiseau, est de 7,5 °C et le cumul annuel moyen de précipitations est de 919,4 mm,. Pour l'avenir, les paramètres climatiques de la commune estimés pour 2050 selon différents scénarios d'émission de gaz à effet de serre sont consultables sur un site dédié publié par Météo-France en novembre 2022.

### Milieux naturels et biodiversité

#### Réseau Natura 2000

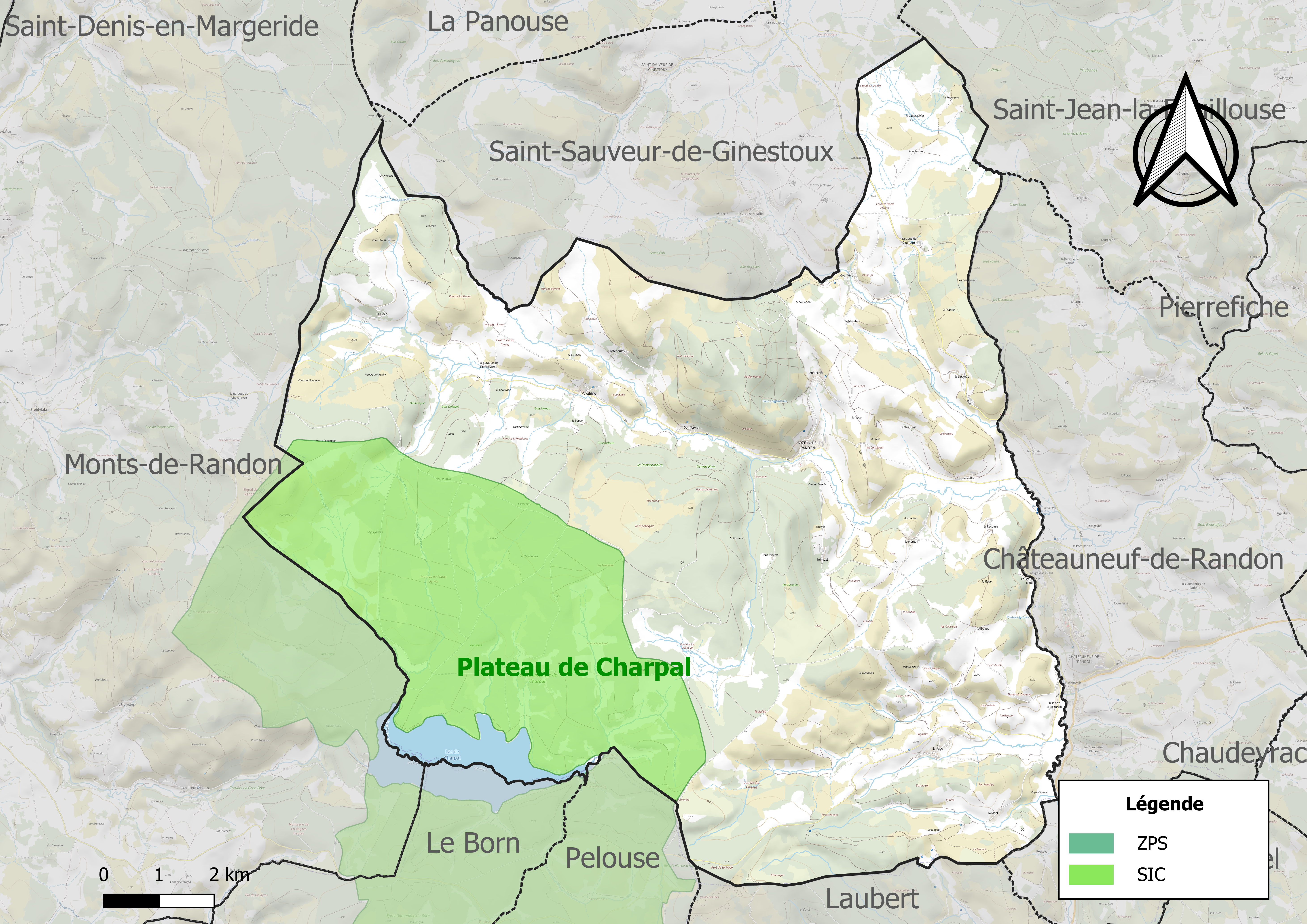
Site Natura 2000 sur le territoire communal.

Le réseau Natura 2000 est un réseau écologique européen de sites naturels d'intérêt écologique élaboré à partir des directives habitats et oiseaux, constitué de zones spéciales de conservation (ZSC) et de zones de protection spéciale (ZPS). 
Un site Natura 2000 a été défini sur la commune au titre de la directive habitats : le « plateau de Charpal », d'une superficie de 3 410 ha, l'un des sites les plus intéressants d'Occitanie pour la conservation des complexes de tourbières.

#### Zones naturelles d'intérêt écologique, faunistique et floristique
L’inventaire des zones naturelles d'intérêt écologique, faunistique et floristique (ZNIEFF) a pour objectif de réaliser une couverture des zones les plus intéressantes sur le plan écologique, essentiellement dans la perspective d’améliorer la connaissance du patrimoine naturel national et de fournir aux différents décideurs un outil d’aide à la prise en compte de l’environnement dans l’aménagement du territoire. 
Cinq ZNIEFF de type 1 sont recensées sur la commune :
- le « lac de Charpal » (414 ha), couvrant 4 communes du département[12] ;
- la « rivière du Chapeauroux » (357 ha), couvrant 9 communes du département[13] ;
- la « tourbière du valat de Malaval » (35 ha)[14] ;
- les « tourbières des valats de Pouchiou et de Lachaumette » (53 ha)[15] ;
- les « tourbières du puech David » (362 ha), couvrant 2 communes du département[16] ;

et deux ZNIEFF de type 2, : 
- la « montagne de la Margeride et massif du plateau du Palais du Roi » (29 590 ha), couvrant 20 communes du département[17] ;
- la « vallée du Chapeauroux » (10 037 ha), couvrant 12 communes dont une dans la Haute-Loire et 11 dans la Lozère[18].

Cartes des ZNIEFF de type 1 et 2 à Arzenc-de-Randon.
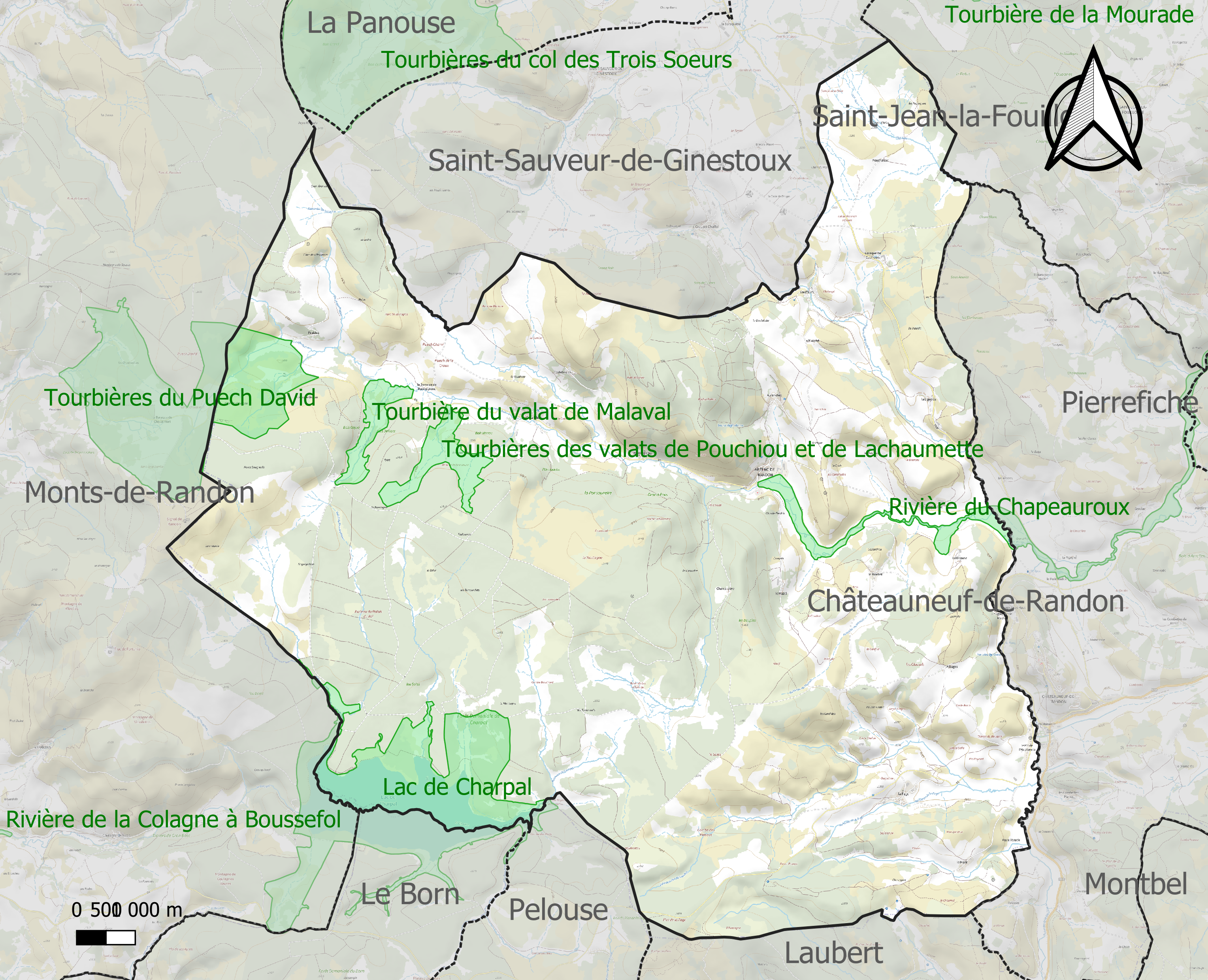
Carte des ZNIEFF de type 1 sur la commune.
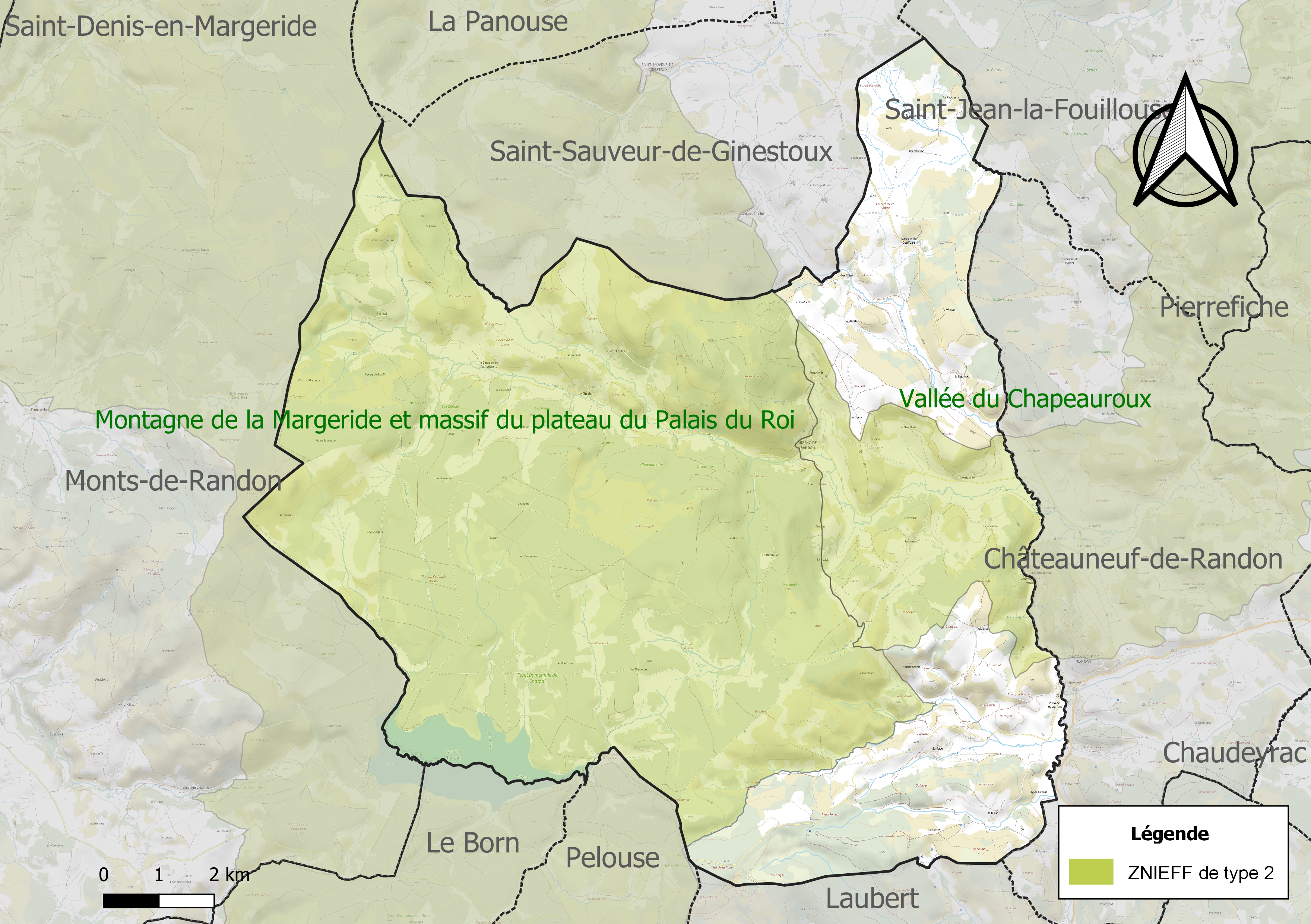
Carte des ZNIEFF de type 2 sur la commune.

## Urbanisme

### Typologie
Au 1er janvier 2024, Arzenc-de-Randon est catégorisée commune rurale à habitat très dispersé, selon la nouvelle grille communale de densité à sept niveaux définie par l'Insee en 2022.
Elle est située hors unité urbaine et hors attraction des villes,.

### Occupation des sols
L'occupation des sols de la commune, telle qu'elle ressort de la base de données européenne d’occupation biophysique des sols Corine Land Cover (CLC), est marquée par l'importance des forêts et milieux semi-naturels (83,9 % en 2018), en diminution par rapport à 1990 (84,9 %). La répartition détaillée en 2018 est la suivante : 
milieux à végétation arbustive et/ou herbacée (45,7 %), forêts (38,2 %), prairies (11,3 %), zones agricoles hétérogènes (3,4 %), eaux continentales (1,4 %). L'évolution de l’occupation des sols de la commune et de ses infrastructures peut être observée sur les différentes représentations cartographiques du territoire : la carte de Cassini (XVIIIe siècle), la carte d'état-major (1820-1866) et les cartes ou photos aériennes de l'IGN pour la période actuelle (1950 à aujourd'hui).

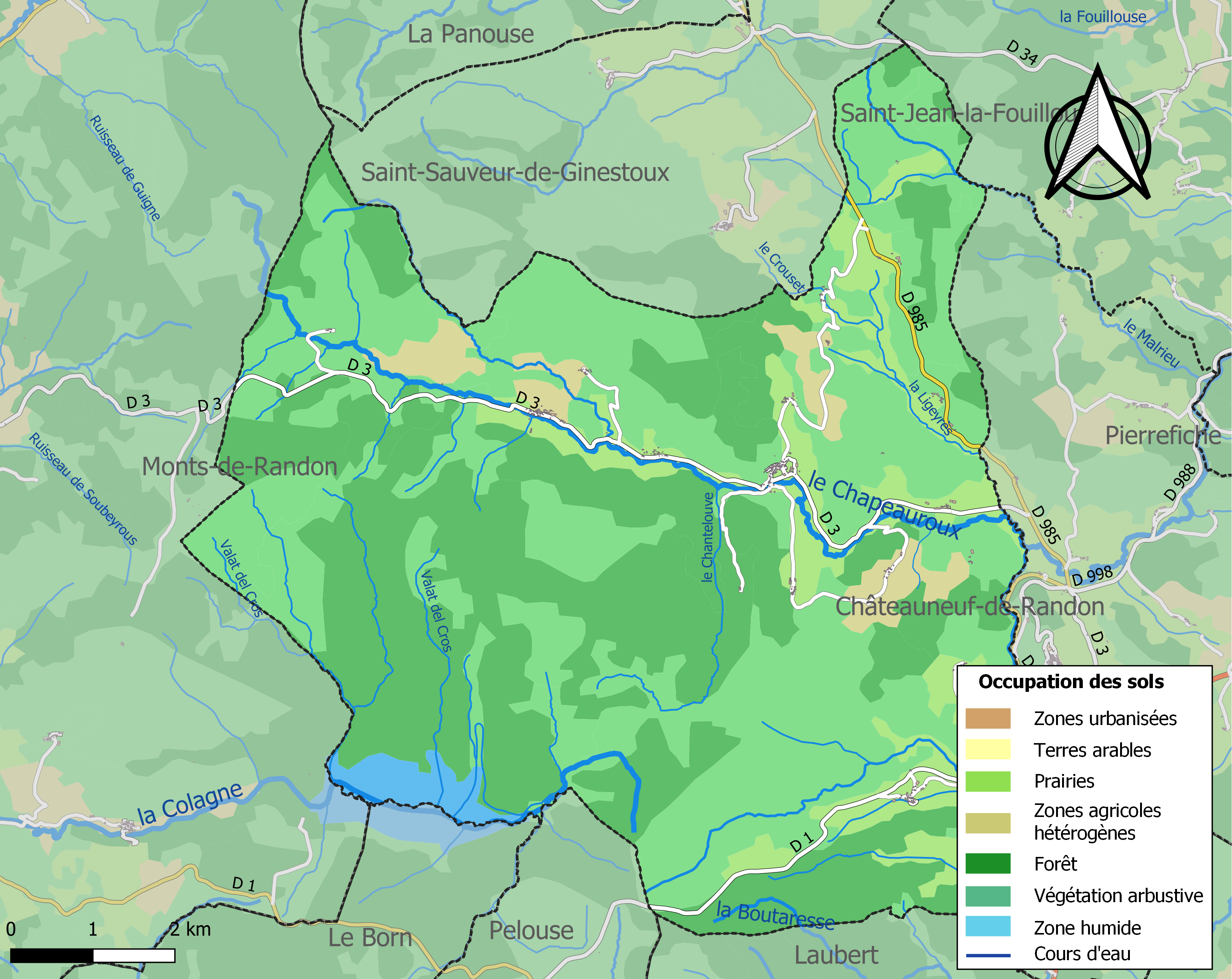
Carte des infrastructures et de l'occupation des sols de la commune en 2018 (CLC).

### Risques majeurs
Le territoire de la commune d'Arzenc-de-Randon est vulnérable à différents aléas naturels : météorologiques (tempête, orage, neige, grand froid, canicule ou sécheresse), inondations, feux de forêts et séisme (sismicité faible). Il est également exposé à un risque particulier : le risque de radon. Un site publié par le BRGM permet d'évaluer simplement et rapidement les risques d'un bien localisé soit par son adresse soit par le numéro de sa parcelle.

#### Risques naturels
Certaines parties du territoire communal sont susceptibles d’être affectées par le risque d’inondation par débordement de cours d'eau, notamment le Chapeauroux, la Colagne et la Boutaresse. La commune a été reconnue en état de catastrophe naturelle au titre des dommages causés par les inondations et coulées de boue survenues en 1982, 1994 et 2003,.
Arzenc-de-Randon est exposée au risque de feu de forêt. Un plan départemental de protection des forêts contre les incendies (PDPFCI) a été approuvé en décembre 2014 pour la période 2014-2023. Les mesures individuelles de prévention contre les incendies sont précisées par divers arrêtés préfectoraux et s’appliquent dans les zones exposées aux incendies de forêt et à moins de 200 mètres de celles-ci. L’arrêté du 23 mars 2018, complété par un arrêté de 2020, réglemente l'emploi du feu en interdisant notamment d’apporter du feu, de fumer et de jeter des mégots de cigarette dans les espaces sensibles et sur les voies qui les traversent sous peine de sanctions. L'arrêté du 23 août 2021, abrogeant un arrêté de 2002, rend le débroussaillement obligatoire, incombant au propriétaire ou ayant droit,,.

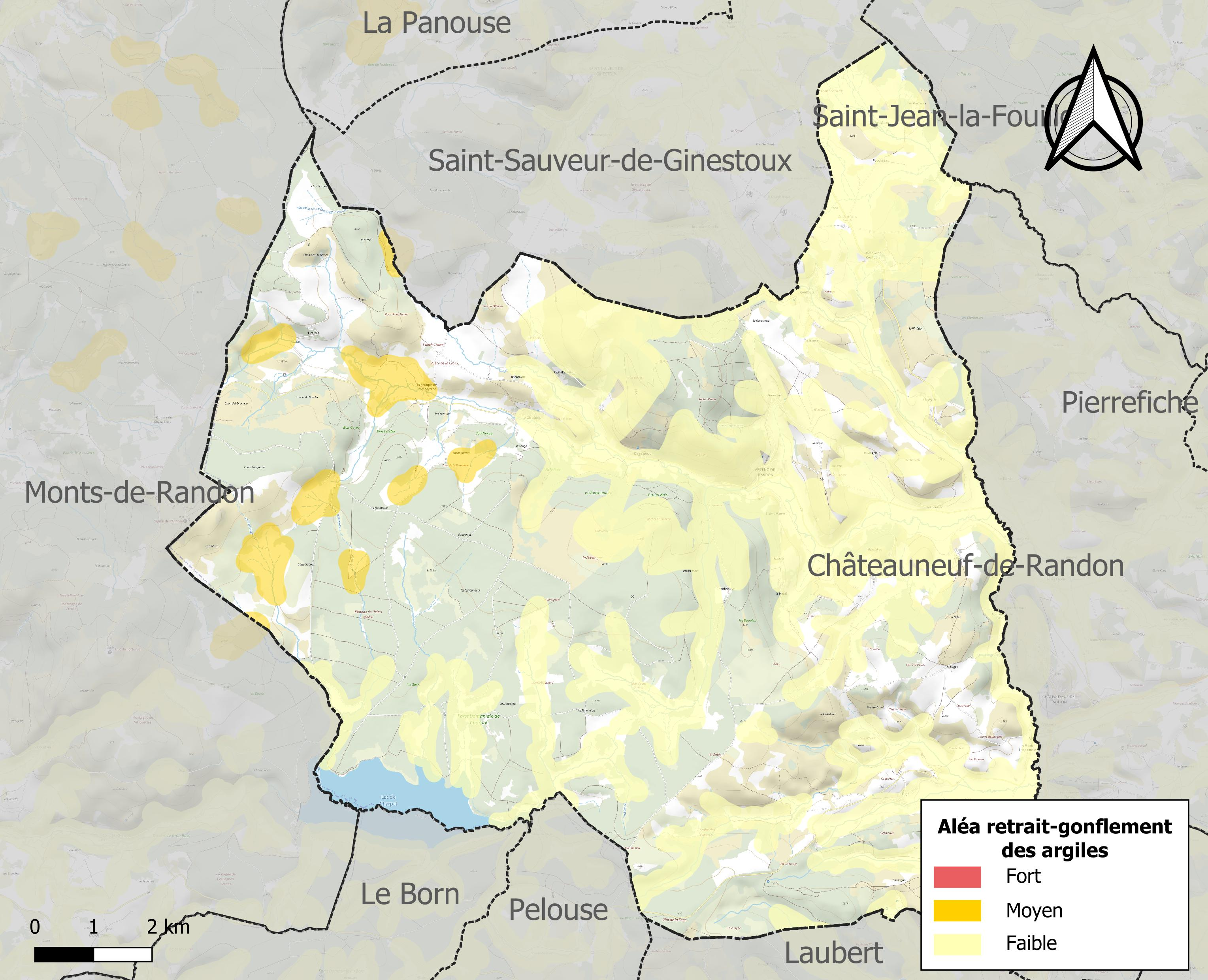
Carte des zones d'aléa retrait-gonflement des sols argileux d'Arzenc-de-Randon.

Le retrait-gonflement des sols argileux est susceptible d'engendrer des dommages importants aux bâtiments en cas d’alternance de périodes de sécheresse et de pluie. 3 % de la superficie communale est en aléa moyen ou fort (15,8 % au niveau départemental et 48,5 % au niveau national). Sur les 186 bâtiments dénombrés sur la commune en 2019,  1 sont en aléa moyen ou fort, soit 1 %, à comparer aux 14 % au niveau départemental et 54 % au niveau national. Une cartographie de l'exposition du territoire national au retrait gonflement des sols argileux est disponible sur le site du BRGM,.
Par ailleurs, afin de mieux appréhender le risque d’affaissement de terrain, l'inventaire national des cavités souterraines permet de localiser celles situées sur la commune.

#### Risque particulier
Dans plusieurs parties du territoire national, le radon, accumulé dans certains logements ou autres locaux, peut constituer une source significative d’exposition de la population aux rayonnements ionisants. Certaines communes du département sont concernées par le risque radon à un niveau plus ou moins élevé. Selon la classification de 2018, la commune d'Arzenc-de-Randon est classée en zone 3, à savoir zone à potentiel radon significatif.

## Toponymie
Le nom de la commune est Arzenc (de Randon) en occitan selon la norme classique et se prononce [ar'zen].

## Histoire
Village nommé dès le VIe siècle quand Thibert Ier, petit-fils de Clovis, y rencontre saint Hilaire, évêque de Mende, en 533.

## Politique et administration

### Découpage territorial
La commune d'Arzenc-de-Randon est membre de la communauté de communes Randon - Margeride, un établissement public de coopération intercommunale (EPCI) à fiscalité propre créé le 30 novembre 2016 dont le siège est à Monts-de-Randon. Ce dernier est par ailleurs membre d'autres groupements intercommunaux.
Sur le plan administratif, elle est rattachée à l'arrondissement de Mende, à la circonscription administrative de l'État de la Lozère et à la région Occitanie.
Sur le plan électoral, elle dépend du canton de Grandrieu pour l'élection des conseillers départementaux, depuis le redécoupage cantonal de 2014 entré en vigueur en 2015, et de la circonscription de la Lozère  pour les élections législatives, depuis le dernier découpage électoral de 2010.

## Population et société

### Démographie
L'évolution du nombre d'habitants est connue à travers les recensements de la population effectués dans la commune depuis 1793. Pour les communes de moins de 10 000 habitants, une enquête de recensement portant sur toute la population est réalisée tous les cinq ans, les populations de référence des années intermédiaires étant quant à elles estimées par interpolation ou extrapolation. Pour la commune, le premier recensement exhaustif entrant dans le cadre du nouveau dispositif a été réalisé en 2008.

En 2022, la commune comptait 189 habitants, en évolution de −8,7 % par rapport à 2016 (Lozère : +0,11 %, France hors Mayotte : +2,11 %).
| 1793 | 1800 | 1806 | 1821 | 1831 | 1836 | 1841 | 1846 | 1851 |
| ---- | ---- | ---- | ---- | ---- | ---- | ---- | ---- | ---- |
| 750  | 625  | 826  | 658  | 821  | 811  | 762  | 808  | 761  |

| 1856 | 1861 | 1866 | 1872 | 1876 | 1881 | 1886 | 1891 | 1896 |
| ---- | ---- | ---- | ---- | ---- | ---- | ---- | ---- | ---- |
| 750  | 820  | 829  | 762  | 821  | 903  | 825  | 855  | 901  |

| 1901 | 1906 | 1911 | 1921 | 1926 | 1931 | 1936 | 1946 | 1954 |
| ---- | ---- | ---- | ---- | ---- | ---- | ---- | ---- | ---- |
| 917  | 889  | 883  | 761  | 749  | 668  | 593  | 476  | 425  |

| 1962 | 1968 | 1975 | 1982 | 1990 | 1999 | 2006 | 2008 | 2013 |
| ---- | ---- | ---- | ---- | ---- | ---- | ---- | ---- | ---- |
| 412  | 374  | 300  | 240  | 180  | 195  | 204  | 207  | 209  |

| 2018 | 2022 | - | - | - | - | - | - | - |
| ---- | ---- | - | - | - | - | - | - | - |
| 194  | 189  | - | - | - | - | - | - | - |

## Culture locale et patrimoine

### Lieux et monuments

#### Bâtiments religieux
- Église Saint-Christophe d'Arzenc-de-Randon, de style roman du XIIe siècle.
- Croix de chemin.

### Héraldique
| Blason de Arzenc-de-Randon | Blason  | De sinople, à un mouton d’argent, accompagné en chef de deux coquilles saint Jacques de même ; au chef bastillé de trois pièces d’or chargé de trois pals d’azur. |
| Blason de Arzenc-de-Randon | Détails | Le fond sinople signale l'omniprésence d’une végétation partagée entre espaces naturels avec les forêts et espaces cultivés essentiellement des pâtures. Le mouton image le fait qu’Arzenc-de-Randon est un haut lieu de la transhumance depuis de nombreux siècles. Les coquilles saint Jacques indiquent qu'il est le saint patron de la paroisse. Le chef reprend la légende du plateau du Palais-du-Roi qui veut que le roi d’Aragon ai bâti un château pour sa fille lépreuse, d’où les bastilles ou créneaux vers le bas. L'or avec les trois pals d’azur proviennent des armes de la famille de Châteauneuf-Randon qui avait Arzenc comme fief entre autres villages. Le blason exact est “d’or à trois pals d’azur et un chef de gueules”. La reprise intégrale du blason de famille étant interdite pour les municipalités il suffit d’en emprunter un ou plusieurs éléments. Les ornements sont deux branches de sapin de sinople, fruitées d'or, mises en sautoir par la pointe et liées d'or, pour rappeler la présence de bois sur le territoire communal. Le listel d'argent porte le nom de la commune en lettres majuscules de sable. La couronne de tours dit que l’écu est celui d’une commune ; elle n’a rien à voir avec des fortifications. Le statut officiel du blason reste à déterminer. |